# Патриотическое движение за защиту и восстановление
Патриотическое движение за защиту и восстановление (фр. Mouvement patriotique pour la sauvegarde et la restauration) — военная хунта в Буркина-Фасо, возглавляемая подполковником Полем-Анри Сандаге Дамибом . Создана 24 января 2022 года, после военного переворота, который был осуществлен вооруженными силами Буркина-Фасо, в ходе которого был задержан президент страны Роке Кабаре .

## Состав МПСР
- Президент — Поль-Анри Сандаого Дамиба (до 30.09.2022), Ибрагим Траоре (с 30.09.2022)
- Вице-президент — Сидзори Кадер Уедраага (до 30.09.2022), должность вакантна (с 30.09.2022)